# Estação Sannomiya-Hanadokeimae
Sannomiya-Hanadokeimae é uma estação do metro de Kobe, no Japão. Pertence às duas linhas da rede, Seishin-Yamate e Kaigan, sendo que é uma das estações terminais desta última.